# Sadia (Starmania)
 (mai 2025).
Pour les articles homonymes, voir Sadia (homonymie).
Sadia est un personnage de Starmania, l'opéra-rock de Michel Berger et Luc Plamondon.

## Présentation

### Genre
Le genre de Sadia n'est pas clairement défini. Le personnage est genré au féminin par les autres protagonistes mais affirme lui-même ne pas vouloir être appelé madame et déclare qu'il n'est pas une femme mais "un travesti". 
Wenta, qui l'interprète en 1988, et Michel Berger s'opposent d'ailleurs sur ce point. « Pour lui, c'était une femme qui se faisait passer pour un travesti par provocation. Pour moi, c'était vraiment un travesti. C'était plus fort, plus excitant à jouer. » explique la chanteuse. « Et ça justifiait d'autant mieux pour moi que Johnny la quitte pour une vraie femme et qu'elle ait envie de tout détruire. Elle ne s'accepte pas telle qu'elle est, elle ne trouve pas sa place, d'où sa violence. Ce qui compte, ce sont les motivations intérieures qui vous font comprendre le personnage. [...] Pour moi, Michel n'assumait pas l'idée du travesti. Luc était plus à l'aise avec ça ».
The New York Times décrit Sadia comme gender-fluid.
Thomas Jolly déclare dans de nombreuses interviews que Sadia est "un homme qui se genre au féminin." La présentation du personnage sur le site de la version 2022 utilise également les pronoms féminins. 
L'article qui suit se conforme à la présentation officielle et emploie également le féminin.

### Biographie fictive
Sadia est une étudiante agitatrice issue de la haute société. Marie-Jeanne, serveuse à l'Underground Café, la définit comme « une révolutionnaire, une fille à papa qui a des idées bien arrêtées », tout juste diplômée de l'université. Sadia revendique un Travestissement :

« Si vous pouviez me voir toute nue

Me voir sous toutes mes coutures

Messieurs vous n'seriez pas déçus

De découvrir ma vraie nature

[...] N'm'appelez pas Madame

Sans savoir qui je suis

Je n'suis pas une femme

Je suis un travesti »

Elle se rapproche de Johnny Rockfort et son gang à l'Undergound Café, sous le regard méfiant de Marie-Jeanne. Dès leur rencontre, Sadia exerce une fascination sur le chef de la bande selon la serveuse : dès leur première rencontre, « ils sont restés debout au bar [et] ont parlé très tard ».
Sadia prétend voir en Johnny l'arme qu'il lui faut pour « briser Zéro Janvier », un milliardaire aux idées totalitaires et candidat à la présidence. Johnny refuse dans un premier temps de se joindre à Sadia dans sa croisade contre Janvier, par crainte de la récupération politique (« Moi, j'fais pas ça pour des idées »). Sadia joue alors sur le besoin de reconnaissance du jeune homme en lui promettant qu'il deviendra quelqu'un d'important. C'est aussi elle qui propose à Johnny le nom des Étoiles Noires, arguant que « dans les souterrains les étoiles ne brillent pas fort, Monsieur Johnny Rockfort ».
Par la suite, Sadia s'impose en tête pensante du groupe. Sous son impulsion, la notoriété des rebelles explose. Aux informations, Johnny et sa bande font régulièrement les gros titres.
La relation entre Sadia et Johnny est ambiguë. Selon les interprétations, ils entretiennent une relation amoureuse ou sexuelle (ce que la jalousie apparente de Sadia semble corroborer) ou sont de simples collègues. 
Sadia arrange une interview de Johnny avec Cristal, la présentatrice-vedette de l’émission télévisée Starmania. Entre Sadia et Cristal, la rencontre est houleuse (Marie-Jeanne affirme qu'elles sont « comme le feu et l'eau ») ; Sadia est rabrouée par Johnny (« mêle-toi de c'qui te regarde »). Sa jalousie n'est pas sans fondement : au premier regard, c'est le coup de foudre de Johnny pour Cristal, qui devient membre des Étoiles Noires.
Alors que les Étoiles Noires se sont retranchées dans un hangar désaffecté, une dispute éclate entre Johnny et Sadia lorsque Sadia reproche à Johnny de suivre aveuglément Cristal :

« Johnny Rockfort :  O.K. à partir d'aujourd'hui / C'est moi qui prends les décisions !

Sadia : Oui, mais si moi j'ai pas envie / De jouer les seconds violons ?

Johnny Rockfort :  Alors personne ne te retient / Tu fais ce que tu veux !

Sadia :  Johnny, je te préviens / Tu joues avec le feu... »

La rivale de Cristal quitte les Étoiles Noires sur cette menace.
Sadia propose à Ziggy, un jeune disquaire homosexuel et ami de Marie-Jeanne, de devenir disc-jockey à Naziland, la discothèque de Janvier. Par l'intermédiaire de Ziggy, Marie-Jeanne découvre que Sadia travaille pour le milliardaire.
Lors de la soirée électorale, Sadia révèle la présence des Étoiles Noires à Janvier. Sa trahison entraîne la mort de Cristal et la fin de Johnny. Dans certaines versions, la présentatrice est tuée par la garde de Janvier ; dans la tournée 2022-2024, c'est Sadia elle-même qui abat Cristal avec une arme à feu.
Si Sadia survit apparemment dans la plupart des versions, le spectacle mis en scène par Thomas Jolly propose un dénouement différent : la bombe explose, entraînant la mort de toutes les personnes présentes à Naziland, dont Sadia.

### Caractère
Sadia est une figure tragique et ambiguë. Ses véritables motivations restent troubles et ne sont jamais clairement explicitées, d'autant qu'elles peuvent être interprétées différemment selon les versions du spectacle. Elle peut soit être une taupe de Zéro Janvier pour faire augmenter l'insécurité dans la ville, et justifier la politique sécuritaire de Zéro Janvier; soit être une révolutionnaire qui trahit sa cause par dépit amoureux. 
Les créateurs de la tournée 2022-2024 estiment que son revirement repose sur « la désillusion et le désespoir de ne pas être aimée par [Johnny Rockfort] ». Selon Thomas Jolly, Sadia provoque elle-même sa mort, via la chanson prophétique Ce soir on danse à Naziland où elle entonne les paroles suivantes : « on est tous des morts en vacances mais on s'en fout ce soir on danse ». Toujours selon Jolly, Sadia possède « cet orgueil de connaître la fin de l'humanité et de ne prévenir personne. [...] [Elle] va finalement profiter de cette chute-là pour mettre fin à ses jours ».

### Représentation physique

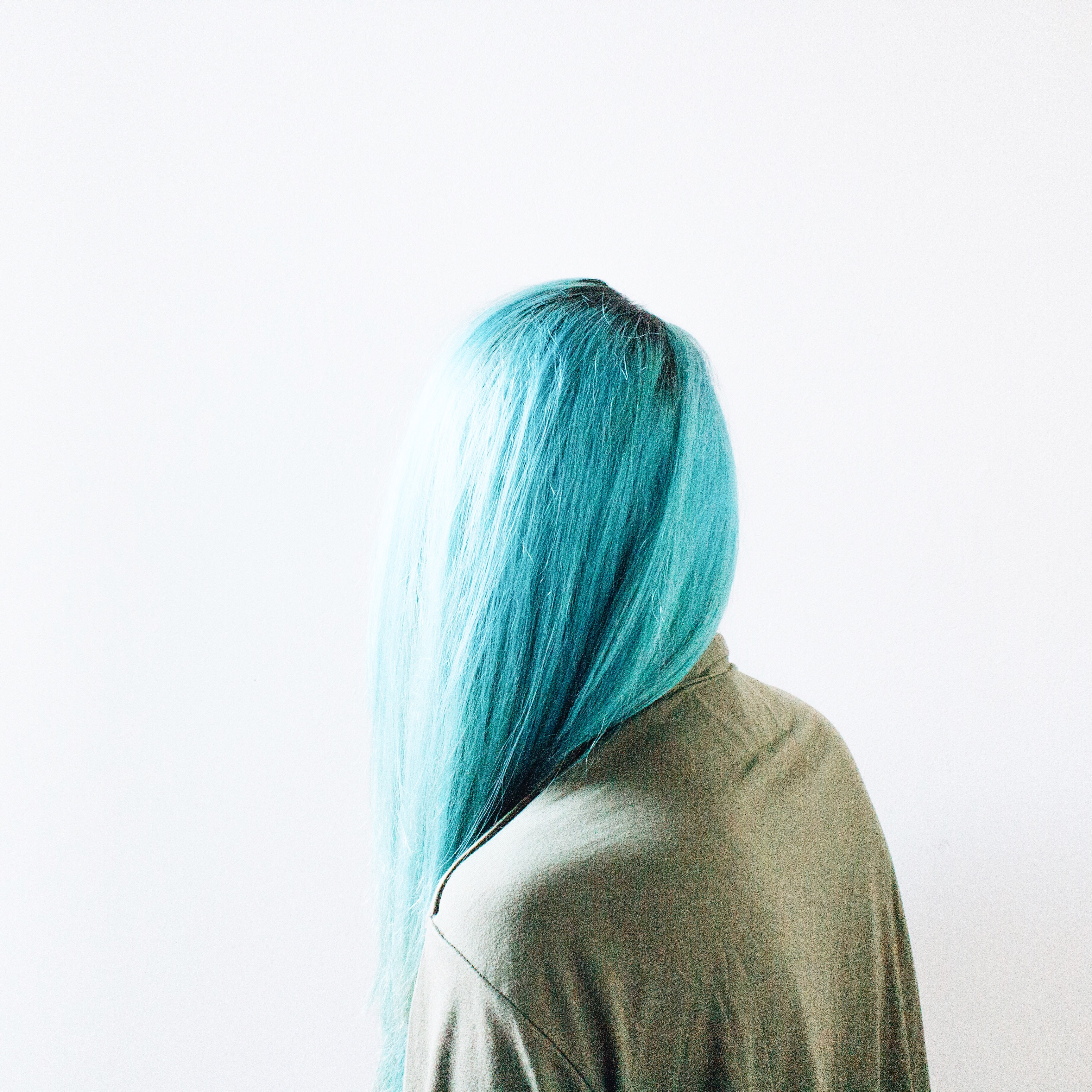
L'une des caractéristiques de Sadia : les cheveux bleus.

Femme fatale dans l'âme, Sadia est définie comme une personne attirante qui attire l'attention. 
Si elle se caractérise par une « chevelure d'un bleu azur », il est rare que sa couleur capillaire iconique apparaisse sur scène. La créatrice du rôle, Nanette Workman, porte très brièvement une perruque bouclée bleue avant de revenir à sa coupe brune naturelle. Wenta arbore les cheveux noirs, là où Jasmine Roy et Maude Grenier possèdent toutes les deux une pixie cut déstructurée blonde. Seules Kwin et Manet-Miriam Baghdassarian affichent la fameuse crinière turquoise de Sadia.

## Interprètes

### La question du genre
Au sein des différentes productions, Sadia a toujours été campée par des femmes.
Dans les années 90, le metteur en scène Lewis Furey avait proposé à Norman Groulx (alias Johnny Rockfort dans les productions 1986, 1988 et 1994) d'endosser le rôle. Groulx a refusé, une décision dont il doutera plus tard : « J'ai refusé de jouer Sadia. Je ne comprenais pas cette proposition étrange. Aujourd'hui, je le regrette un peu, d'autant que, du coup, ils n'ont pas gardé l'idée. Ils n'ont peut-être pas trouvé l'homme qu'il leur fallait pour interpréter une Sadia masculine ».
Quant au spectacle de 2022, si Thomas Jolly avait lui aussi envisagé un homme pour incarner Sadia, ouvrant de ce fait un casting mixte, c'est finalement Manet-Miriam Baghdassarian qui décroche le rôle : transcendé par son audition, le metteur en scène estime que la proposition de l'artiste est telle qu'il se doit de lui confier le personnage.
Lors des émissions organisées en hommage à l'opéra rock, la chanson phare de Sadia, Travesti, est également confiée à des femmes : Jenifer pour Starmania 1979-2009 : Une histoire pas comme les autres puis Sofia Essaïdi à l'occasion des 40 ans de Starmania : Les stars chantent pour le Sidaction. Yannick Noah fait figure d'exception en s'essayant au titre durant Les Enfoirés chantent Starmania.

### Liste des interprètes
Sur scène, Sadia est campée successivement par Nanette Workman (1978-1979), Sylvie Boucher (1980), Maude Grenier (1986-1987), Wenta (1988-1989), Bruna Giraldi (1989), Gundula (1991), Jasmine Roy (1993), Kwin (1997) et Manet-Miriam Baghdassarian (2022-2024). 

### Vision des interprètes et des créateurs sur le rôle
Pour Wenta (Starmania 88), s'imprégner du personnage se révèle une expérience éprouvante : « J'ai beaucoup ramé au début. Sadia était si violente que j'ai eu des problèmes émotionnels pour l'interpréter. Sans entrer dans les détails, j'ai subi de la violence quand j'étais petite [...]. Quand, chaque soir, j'entrais en chantant Je suis sur la violence personnifiée, je faisais des crises de tachycardie paroxystique épouvantables ». La chanteuse doit aussi se plier à des exercices rigoureux en compagnie du chorégraphe Hervé Lebeau afin de s'approprier « la démarche, l'énergie » de Sadia.
Dans les années 90, après avoir renoncé à son idée de voir Sadia incarnée par un homme, Lewis Furey porte son choix sur Jasmine Roy. Pour cette dernière, l'explication est toute trouvée : « Un jour, on m'a téléphoné en me disant que j'étais beaucoup plus agressive et violente que les garçons auditionnés, et que le rôle était à moi ».
Manet-Miriam Baghdassarian, dernière interprète en date du rôle, estime que « Sadia peut modifier sa forme pour s'adapter à toutes les situations dont elle a besoin. C'est un prédateur, un personnage avec une beauté dramatique. Une séductrice. Moi, dans la vie, je suis une personne calme, je suis totalement dénuée d'agressivité, j'aime les gens ; je suis aux antipodes de Sadia. Quand je la joue, il y a quelque chose qui s'anime en moi, un état d’esprit que je suis incapable d'activer quand je ne suis pas elle. Sadia n'est pas juste une manipulatrice, c'est aussi une femme en souffrance. C'est vraiment un personnage passionnant à interpréter ». De par leur complexité, Stella Spotlight et Sadia sont les anti-héroïnes préférées du metteur en scène Thomas Jolly.

## Chansons dans l'opéra rock
Sadia interprète les titres suivants :
- Quand on arrive en ville, duo avec Johnny Rockfort (sauf version 2022)
- Travesti ;
- Sadia et Johnny, duo avec Johnny Rockfort ;
- Le coup de téléphone, trio avec Johnny Rockfort et Cristal ;
- Trio de Jalousie, trio avec Johnny Rockfort et Cristal ;
- Ce soir on danse à Naziland ;
- Le Tango de l'Amour et de la Mort (uniquement en 1979)